# District de Sōya

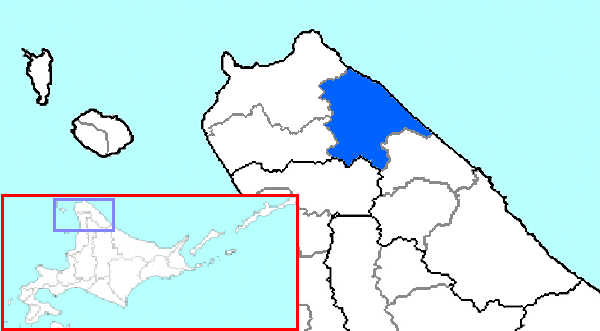
Emplacement du district de Sōya dans la sous-préfecture de Sōya.

Le district de Sōya (宗谷郡, Sōya-gun) est un district de la sous-préfecture de Sōya à Hokkaidō, au Japon.

## Géographie
Au 31 mars 2015, la population du district est estimée à 2 783 habitants pour une superficie totale de 589,97 km2, soit une densité de 4,7 personnes/km2.

## Village
- Sarufutsu